# Scenopinus angustifrons
Scenopinus angustifrons är en tvåvingeart som först beskrevs av Krober 1913.  Scenopinus angustifrons ingår i släktet Scenopinus och familjen fönsterflugor. Inga underarter finns listade i Catalogue of Life.